# Veerkracht (psychologie)
Veerkracht is het vermogen om met crises om te gaan en hiervan te herstellen. De mate van succes hierin is onder andere afhankelijk van het wereldbeeld van de individu, de toegang tot sociale hulpbronnen en de individuele copingstijl.

## Definitie
Veerkracht wordt door de American Psychological Association gedefinieerd als "het proces van goed aanpassen aan tegenslag, trauma, tragedie, bedreigingen of zelfs significante bronnen van stress." Het stelt een persoon in staat om met de crisissituatie om te gaan en daarna terug te keren naar de emotionele status van voor de crisis.

## Onderzoek
De Amerikaanse ontwikkelingspsycholoog Emmy Werner was een van de eerste personen die onderzoek deed naar veerkracht en deze term gebruikte. Ze onderzocht een groep mensen uit Hawaï die geboren waren in 1955 en waren opgegroeid in omstandigheden waarin minstens vier vroege risicofactoren aanwezig waren. Uit haar veertigjarig durend onderzoek kwam naar voren dat moeilijke omstandigheden in de jeugd slechts in beperkte mate invloed hebben op de veerkracht die een persoon ontwikkelt. De personen die een hoge mate van veerkracht hadden ontwikkeld, hadden drie overeenkomsten: zij waren als baby sociaal en actief, zij hadden minstens één positief rolmodel in hun leven en zij hadden minstens één vaardigheid die hen een gevoel van trots en acceptatie bij leeftijdsgenoten gaf.
De Canadese psychiater Saul Levine concludeerde dat onder meer een veilige hechting, intelligentie, zelfbewustzijn, optimisme, algehele (mentale) gezondheid en sociale vaardigheden een positieve invloed hebben op veerkracht. Zaken als armoede, psychotrauma, de psychopathologie van de ouders en de afwezigheid van rolmodellen kunnen een negatieve invloed hebben. Daarnaast zijn er ook aanwijzingen dat genetische factoren meespelen in het ontwikkelen van veerkracht.
De Israëlisch-Amerikaanse onderzoeker Aaron Antonovsky stelde dat als een gebeurtenis als voorspelbaar, controleerbaar en verklaarbaar wordt ervaren, er een grotere kans op veerkrachtige reactie bestaat. Personen met een negatief wereldbeeld en met persoonlijkheidskenmerken van neuroticisme vertonen over het algemeen minder veerkracht.
De mate van veerkracht in een individu kan onder meer gemeten worden met de Devereux Adult Resilience Survey (DARS) test.

## Versterken van veerkracht
Volgens de American Psychological Association kan veerkracht op tien manieren versterkt worden:
- Het onderhouden van goede sociale contacten
- Het plaatsen van crises in een nieuw perspectief in plaats van deze te zien als ondragelijk
- Accepteren dat bepaalde zaken niet veranderd kunnen worden
- Het stellen en nastreven van realistische doelen
- Actie ondernemen op momenten van crises
- Een focus op zelfontwikkeling en -ontdekking na een crisissituatie
- Het vergroten van zelfvertrouwen
- Het behouden van een langetermijnperspectief en het plaatsen van de situatie in een bredere context
- Het behouden van een positieve blik
- Het besteden van aandacht aan de eigen noden, gevoelens en gezondheid

- Gemeinsame Normdatei: 4817917-6
- Library of Congress Control Number: sh86006788
- Nationale Bibliotheek van Letland: 000082065
- Nationale Bibliotheek van Israël: 987007529601505171